# Уарагли, Абделькадер
Абделькадер Уарагли (араб. عبد القادر الورياغلي‎; 1943, Тетуан — 7 октября 2022) — марокканский футболист, игравший на позиции вратаря; участник чемпионата мира 1970 года.

## Биография

### Игровая карьера
Всю футбольную карьеру играл за «Видад» из Касабланки.
В составе сборной Марокко принимал участие на чемпионате мира 1970 года, где стал единственным вратарём в заявке сборной, так и не сыгравшем ни в одном матче.

## Смерть
Скончался 7 октября 2022 года в возрасте 79 лет.